# Lakeway (Teksas)
Lakeway je grad u američkoj saveznoj državi Teksas. Prema popisu stanovništva iz 2010. u njemu je živjelo 11.391 stanovnika.